# Campeonato Mundial de Lucha de 2001
El LIII Campeonato Mundial de Lucha se realizó en dos sedes diferentes: la lucha grecorromana en Patras (Grecia) entre el 6 y el 8 de diciembre y la lucha libre masculina y femenina en Sofía (Bulgaria) entre el 22 y el 24 de noviembre de 2001. Fue organizado por la Federación Internacional de Luchas Asociadas (FILA) y las correspondientes federaciones nacionales de los países sedes respectivos.

## Resultados

### Lucha grecorromana masculina
| Evento | Oro                             | Plata                           | Bronce                         |
| ------ | ------------------------------- | ------------------------------- | ------------------------------ |
| 54 kg  | Hasan Rangraz Irán              | Brandon Paulson Estados Unidos  | Lázaro Rivas Scull · Cuba      |
| 58 kg  | Dilshod Aripov Uzbekistán       | Karen Mnatsakanian Armenia      | Roberto Monzón González · Cuba |
| 63 kg  | Vaguinak Galstian Armenia       | Kim In-Sub Corea del Sur        | Mijael Beilin Israel           |
| 69 kg  | Filiberto Azcuy Aguilera · Cuba | Alexei Glushkov · Rusia         | Rustam Adzhy · Ucrania         |
| 76 kg  | Ara Abrahamian · Suecia         | Alexei Mishin · Rusia           | Kim Jin-Soo Corea del Sur      |
| 85 kg  | Mujran Vajtangadze Georgia      | Matthew Lindland Estados Unidos | Olexandr Darahan · Ucrania     |
| 97 kg  | Alexandr Bezruchkin · Rusia     | Ernesto Peña Williams · Cuba    | Mehmet Özal Turquía            |
| 130 kg | Rulon Gardner Estados Unidos    | Mihály Deák-Bárdos · Hungría    | Xenofón Kutsiumbas · Grecia    |

### Lucha libre masculina
| Evento | Oro                           | Plata                               | Bronce                         |
| ------ | ----------------------------- | ----------------------------------- | ------------------------------ |
| 54 kg  | Herman Kantoyeu · Bielorrusia | Babak Nursad Irán                   | Alexandr Kontoyev · Rusia      |
| 58 kg  | Guivi Sissaouri · Canadá      | Oyuunbileguiin Pürevbaatar Mongolia | Davit Pogosian Georgia         |
| 63 kg  | Serafim Barzakov Bulgaria     | Alireza Dabir Irán                  | Elbrus Tedeyev · Ucrania       |
| 69 kg  | Nikolai Paslar Bulgaria       | Amir Tavakolian Irán                | Jang Jae-Sung Corea del Sur    |
| 76 kg  | Buvaisar Saitiyev · Rusia     | Moon Eui-Jae Corea del Sur          | Joe Williams Estados Unidos    |
| 85 kg  | Jadzhimurad Magomedov · Rusia | Brandon Eggun Estados Unidos        | Yoel Romero Palacio · Cuba     |
| 97 kg  | Gueorgui Gogshelidze · Rusia  | Krasimir Kochev Bulgaria            | Vadym Tasoyev · Ucrania        |
| 130 kg | David Musulbes · Rusia        | Artur Taymazov Uzbekistán           | Alexis Rodríguez Valera · Cuba |

### Lucha libre femenina
| Evento | Oro                          | Plata                             | Bronce                     |
| ------ | ---------------------------- | --------------------------------- | -------------------------- |
| 46 kg  | Iryna Melnyk · Ucrania       | Carol Huynh · Canadá              | Brigitte Wagner · Alemania |
| 51 kg  | Hitomi Sakamoto Japón        | Stephanie Murata Estados Unidos   | Gao Yanzhi China           |
| 56 kg  | Seiko Yamamoto Japón         | Liubov Volosova · Rusia           | Tetiana Lazareva · Ucrania |
| 62 kg  | Meng Lili China              | Diletta Giampiccolo · Italia      | Lene Aanes · Noruega       |
| 68 kg  | Christine Nordhagen · Canadá | Toccara Montgomery Estados Unidos | Anita Schätzle · Alemania  |
| 75 kg  | Edyta Witkowska · Polonia    | Ma Bailing China                  | Nina Englich · Alemania    |

## Medallero
| Núm. | País           | Oro | Plata | Bronce | Total |
| ---- | -------------- | --- | ----- | ------ | ----- |
| 1    | Rusia          | 5   | 3     | 1      | 9     |
| 2    | Bulgaria       | 2   | 1     | 0      | 3     |
| 2    | Canadá         | 2   | 1     | 0      | 3     |
| 4    | Japón          | 2   | 0     | 0      | 2     |
| 5    | Estados Unidos | 1   | 5     | 1      | 7     |
| 6    | Irán           | 1   | 3     | 0      | 4     |
| 7    | Cuba           | 1   | 1     | 4      | 6     |
| 8    | China          | 1   | 1     | 1      | 3     |
| 9    | Armenia        | 1   | 1     | 0      | 2     |
| 9    | Uzbekistán     | 1   | 1     | 0      | 2     |
| 11   | Ucrania        | 1   | 0     | 5      | 6     |
| 12   | Georgia        | 1   | 0     | 1      | 2     |
| 13   | Bielorrusia    | 1   | 0     | 0      | 1     |
| 13   | Polonia        | 1   | 0     | 0      | 1     |
| 13   | Suecia         | 1   | 0     | 0      | 1     |
| 16   | Corea del Sur  | 0   | 2     | 2      | 4     |
| 17   | Hungría        | 0   | 1     | 0      | 1     |
| 17   | Italia         | 0   | 1     | 0      | 1     |
| 17   | Mongolia       | 0   | 1     | 0      | 1     |
| 20   | Alemania       | 0   | 0     | 3      | 3     |
| 21   | Grecia         | 0   | 0     | 1      | 1     |
| 21   | Israel         | 0   | 0     | 1      | 1     |
| 21   | Noruega        | 0   | 0     | 1      | 1     |
| 21   | Turquía        | 0   | 0     | 1      | 1     |
|      | TOTAL          | 22  | 22    | 22     | 66    |